# Джеймс Джувенал
Джеймс Джувенал (англ. James Juvenal; 12 січня 1874 — 1 вересня 1942) — американський академічний веслувальник.
Олімпійський чемпіон 1900 року в складі вісімки, срібний призер 1904 року в одиночці.